# Chicago Fall Tennis Classic 2021
Chicago Fall Tennis Classic 2021 là một giải quần vợt WTA thi đấu trên mặt sân cứng ngoài trời. Đây là lần thứ 1 giải đấu được tổ chức và diễn ra tại XS Tennis và Education Foundation ở Chicago, Hoa Kỳ từ ngày 27 tháng 9 đến ngày 3 tháng 10 năm 2021.

## Nội dung đơn

### Hạt giống
| Quốc gia | Tay vợt                  | Xếp hạng1 | Hạt giống |
| -------- | ------------------------ | --------- | --------- |
| UKR      | Elina Svitolina          | 4         | 1         |
| ESP      | Garbiñe Muguruza         | 9         | 2         |
| SUI      | Belinda Bencic           | 11        | 3         |
| RUS      | Anastasia Pavlyuchenkova | 13        | 4         |
| KAZ      | Elena Rybakina           | 16        | 5         |
| TUN      | Ons Jabeur               | 17        | 6         |
| BEL      | Elise Mertens            | 18        | 7         |
| CAN      | Bianca Andreescu         | 20        | 8         |
| USA      | Jessica Pegula           | 23        | 9         |
| USA      | Danielle Collins         | 26        | 10        |
| EST      | Anett Kontaveit          | 30        | 11        |
| RUS      | Veronika Kudermetova     | 31        | 12        |
| SLO      | Tamara Zidanšek          | 33        | 13        |
| BLR      | Victoria Azarenka        | 35        | 14        |
| ITA      | Camila Giorgi            | 39        | 15        |
| SUI      | Jil Teichmann            | 42        | 16        |

- Bảng xếp hạng vào ngày 20 tháng 9 năm 2021.

### Vận động viên khác
Đặc cách:
- Hailey Baptiste
- Kim Clijsters[2]
- Caroline Dolehide
- CoCo Vandeweghe

Vượt qua vòng loại:
- Lizette Cabrera
- Kirsten Flipkens
- Magdalena Fręch
- Beatriz Haddad Maia
- Mai Hontama
- Maddison Inglis
- Anna Kalinskaya
- Kateryna Kozlova

Thua cuộc may mắn:
- Harriet Dart
- Olga Govortsova

### Rút lui
Trước giải đấu
- Sorana Cîrstea → thay thế bởi  Hsieh Su-wei
- Coco Gauff → thay thế bởi  Ann Li
- Daria Kasatkina → thay thế bởi  Amanda Anisimova
- Sofia Kenin → thay thế bởi  Andrea Petkovic
- Johanna Konta → thay thế bởi  Madison Brengle
- Petra Kvitová → thay thế bởi  Misaki Doi
- Petra Martić → thay thế bởi  María Camila Osorio Serrano
- Jeļena Ostapenko → thay thế bởi  Harriet Dart
- Karolína Plíšková → thay thế bởi  Kaia Kanepi
- Alison Riske → thay thế bởi  Jasmine Paolini
- Aryna Sabalenka → thay thế bởi  Sloane Stephens
- Maria Sakkari → thay thế bởi  Olga Govortsova
- Elena Vesnina → thay thế bởi  Marie Bouzková

Trong giải đấu
- Victoria Azarenka
- Anett Kontaveit
- Markéta Vondroušová

## Nội dung đôi

### Hạt giống
| Quốc gia | Tay vợt                  | Quốc gia | Tay vợt               | Xếp hạng1 | Hạt giống |
| -------- | ------------------------ | -------- | --------------------- | --------- | --------- |
| TPE      | Hsieh Su-wei             | BEL      | Elise Mertens         | 5         | 1         |
| JPN      | Shuko Aoyama             | JPN      | Ena Shibahara         | 16        | 2         |
| CHI      | Alexa Guarachi           | USA      | Desirae Krawczyk      | 31        | 3         |
| RUS      | Veronika Kudermetova     | USA      | Bethanie Mattek-Sands | 32        | 4         |
| USA      | Nicole Melichar-Martinez | NED      | Demi Schuurs          | 34        | 5         |
| CRO      | Darija Jurak             | SLO      | Andreja Klepač        | 47        | 6         |
| CAN      | Sharon Fichman           | MEX      | Giuliana Olmos        | 57        | 7         |
| CZE      | Marie Bouzková           | CZE      | Lucie Hradecká        | 72        | 8         |

- 1 Bảng xếp hạng vào ngày 20 tháng 9 năm 2021.

### Vận động viên khác
Đặc cách:
- Hailey Baptiste /  Whitney Osuigwe
- Kim Clijsters /  Kirsten Flipkens
- Caroline Dolehide /  CoCo Vandeweghe

Bảo toàn thứ hạng:
- Ingrid Neel /  Anastasia Rodionova

### Rút lui
Trước giải đấu
- Lyudmyla Kichenok /  Jeļena Ostapenko → thay thế bởi  Magdalena Fręch /  Katarzyna Kawa
- Marta Kostyuk /  Dayana Yastremska → thay thế bởi  Lyudmyla Kichenok /  Marta Kostyuk
- Jamie Loeb /  Tereza Mihalíková → thay thế bởi  Harriet Dart /  Tereza Mihalíková

## Nhà vô địch

### Đơn
- Garbiñe Muguruza đánh bại  Ons Jabeur, 3–6, 6–3, 6–0

### Đôi
- Květa Peschke /  Andrea Petkovic đánh bại  Caroline Dolehide /  CoCo Vandeweghe, 6–3, 6–1